# Coenonympha unicolor
Coenonympha unicolor är en fjärilsart som beskrevs av Wheeler 1903. Coenonympha unicolor ingår i släktet Coenonympha och familjen praktfjärilar. Inga underarter finns listade i Catalogue of Life.